# Leichtathletik-Länderkämpfe mit bundesdeutscher Beteiligung 1986
| Leichtathletik-Länderkämpfe mit bundesdeutscher Beteiligung 1986     | Leichtathletik-Länderkämpfe mit bundesdeutscher Beteiligung 1986 | Leichtathletik-Länderkämpfe mit bundesdeutscher Beteiligung 1986 | Leichtathletik-Länderkämpfe mit bundesdeutscher Beteiligung 1986 |
| -------------------------------------------------------------------- | ---------------------------------------------------------------- | ---------------------------------------------------------------- | ---------------------------------------------------------------- |
|                                                                      |                                                                  |                                                                  |                                                                  |
| 1./2./3./4. Länderkampf 1986, Werfer (Männer): FRG – FIN / FRG – CAN |                                                                  |                                                                  |                                                                  |
| Rehlingen-Siersburg 19. Mai 1986                                     | Rehlingen-Siersburg 19. Mai 1986                                 | 1. FRG A 2. FIN                                                  | 24 P 20 P                                                        |
| Rehlingen-Siersburg 19. Mai 1986                                     | Rehlingen-Siersburg 19. Mai 1986                                 | 1. FIN 2. FRG B                                                  | 26 P 18 P                                                        |
| Rehlingen-Siersburg 19. Mai 1986                                     | Rehlingen-Siersburg 19. Mai 1986                                 | 1. FRG A 2. CAN                                                  | 30 P 13 P                                                        |
| Rehlingen-Siersburg 19. Mai 1986                                     | Rehlingen-Siersburg 19. Mai 1986                                 | 1. FRG B 2. CAN                                                  | 27 P 16 P                                                        |
| 5./6. Länderkampf 1986, Werfer (Frauen): FRG – FIN / FRG – CAN       |                                                                  |                                                                  |                                                                  |
| Rehlingen-Siersburg 19. Mai 1986                                     | Rehlingen-Siersburg 19. Mai 1986                                 | 1. FRG 2. FIN                                                    | 19 P 14 P                                                        |
| Rehlingen-Siersburg 19. Mai 1986                                     | Rehlingen-Siersburg 19. Mai 1986                                 | 1. FRG 2. CAN                                                    | 44 P 19 P                                                        |
| 7. Länderkampf 1986, Zehnkampf (Männer): FRG – URS                   |                                                                  |                                                                  |                                                                  |
| Filderstadt-Bernhausen 14./15. Juni 1986                             | Filderstadt-Bernhausen 14./15. Juni 1986                         | 1. URS 2. FRG                                                    | 31.762 P 30.587 P                                                |
| 8. Länderkampf 1986, Siebenkampf (Frauen): FRG – URS                 |                                                                  |                                                                  |                                                                  |
| Filderstadt-Bernhausen 14./15. Juni 1986                             | Filderstadt-Bernhausen 14./15. Juni 1986                         | 1. URS 2. FRG                                                    | 24.592 P 22.454 P                                                |
| 9./10. Länderkampf 1986, Frauen: ITA – FRG / FRG – HUN               |                                                                  |                                                                  |                                                                  |
| Verona 19. Juni 1986                                                 | Verona 19. Juni 1986                                             | 1. ITA 2. FRG                                                    | 79 P 78 P                                                        |
| Verona 19. Juni 1986                                                 | Verona 19. Juni 1986                                             | 1. FRG 2. HUN                                                    | 90 P 67 P                                                        |
| 11./12. Länderkampf 1986, Männer: ITA – FRG / FRG – HUN              |                                                                  |                                                                  |                                                                  |
| Mailand 19./20. Juni 1986                                            | Mailand 19./20. Juni 1986                                        | 1. FRG 2. ITA                                                    | 115 P 106 P                                                      |
| Mailand 19./20. Juni 1986                                            | Mailand 19./20. Juni 1986                                        | 1. FRG 2. HUN                                                    | 133 P 87 P                                                       |
| 13. Länderkampf 1986, Straßenlauf (Männer): FRG – FRA – NLD – SUI    |                                                                  |                                                                  |                                                                  |
| Hamburg 2. August 1986                                               | Hamburg 2. August 1986                                           | 1. FRA 2. FRG 3. NLD 4. SUI                                      | 6:26:31 h 6:26:52 h 6:34:22 h 6:38:51 h                          |
| 14. Länderkampf 1986, Straßenlauf (Frauen): FRG – FRA – NLD – SUI    |                                                                  |                                                                  |                                                                  |
| Hamburg 2. August 1986                                               | Hamburg 2. August 1986                                           | 1. FRA 2. SUI 3. NLD 4. FRG                                      | 4:31:00 h 4:34:18 h 4:40:22 h 4:44:16 h                          |
| 15. Länderkampf 1986, Männer U22: FRG – FRA – POL – CSK              |                                                                  |                                                                  |                                                                  |
| Recklinghausen 3. August 1986                                        | Recklinghausen 3. August 1986                                    | 1. FRG 2. FRA 3. CSK 4. POL                                      | 214 P 168 P 155 P 116 P                                          |
| 16. Länderkampf 1986, Frauen U22: FRG – FRA – POL – CSK              |                                                                  |                                                                  |                                                                  |
| Recklinghausen 3. August 1986                                        | Recklinghausen 3. August 1986                                    | 1. FRG 2. CSK 3. FRA 4. POL                                      | 137 P 134 P 116 P 88 P                                           |
| 17. Länderkampf 1986, Männer: ITA – FRG                              |                                                                  |                                                                  |                                                                  |
| Cesenatico 14. August 1986                                           | Cesenatico 14. August 1986                                       | 1. ITA 2. FRG                                                    | 126 P 86 P                                                       |
| 18. Länderkampf 1986, Geher (Frauen): FRG – FRA – SUI – CSK          |                                                                  |                                                                  |                                                                  |
| Eschborn 13. September 1986                                          | Eschborn 13. September 1986                                      | 1. CSK 2. FRA 3. FRG 4. SUI                                      | 28 P 25 P 20 P 6 P                                               |
| 19. Länderkampf 1986, Geher (Männer): FRG – FRA – SUI – CSK          |                                                                  |                                                                  |                                                                  |
| Eschborn 14. September 1986                                          | Eschborn 14. September 1986                                      | 1. CSK 2. FRA 3. FRG 4. SUI                                      | 58 P 47 P 41 P 6 P                                               |
| Chronik                                                              |                                                                  |                                                                  |                                                                  |
| ← Länderkämpfe 1985                                                  | ← Länderkämpfe 1985                                              | Länderkämpfe 1987 →                                              | Länderkämpfe 1987 →                                              |

Im Jahr 1986 wurden neunzehn Leichtathletikländerkämpfe mit bundesdeutscher Beteiligung in dreizehn Veranstaltungen ausgetragen. Das war ein Vergleich mehr als im Vorjahr. Die größte Anzahl von 27 Begegnungen hatte es 1974 gegeben.
Nicht berücksichtigt sind Veranstaltungen wie der sogenannte „Lugano-Cup“, ein Weltcup der Geher unter dem Dach des Weltleichtathletikverbands (früher: IAAF), der ab 1965 unter Regie des Europäischen Leichtathletikverbands durchgeführte Leichtathletik-Europacup sowie ähnliche Events. Hier handelt es sich um Veranstaltungen, die als eigene Wettbewerbe ähnlich wie auch der Leichtathletik-Continentalcup (ab 1986) und der Geher-Europacup (ab 1996) außerhalb der üblichen Länderkämpfe durchgeführt wurden.
Aufgeführt sind hier die Länderkämpfe bundesdeutscher Leichtathleten. Die Sportler der DDR führten nach der deutschen Teilung im Jahr 1949 eigene Veranstaltungen durch.
Nur noch fünf der Vergleiche in dieser Saison bestanden aus dem allgemeinen leichtathletischen Programm. Die Tendenz im Länderkampfprogramm ging dahin, mehr und mehr Vergleiche in Teilbereichen der Leichtathletik auszutragen, was hier in zwölf Fällen zutraf, denn zwei der verbliebenen vierzehn Begegnungen waren allgemeine Länderkämpfe, jedoch speziell für die Altersgruppe der unter 22-jährigen Athleten. In den anderen zwölf Begegnungen standen die Wettbewerbsbereiche Werfen (6 Vergleiche), Mehrkampf (2), Gehen (2), Straßenlauf (2) auf dem Programm. Die Männer bestritten elf, die Frauen acht Vergleiche.
Von den Frauenbegegnungen fanden je zwei als Veranstaltungen allgemeiner leichtathletischer Disziplinen und im Werfen statt. Je eine gab es für den Altersbereich U22, im Gehen, Straßenlauf und Siebenkampf.
Drei der Männerbegegnungen waren Wettkämpfe mit den allgemeinen leichtathletischen Disziplinen. Vier Länderkämpfe wurden von den Werfern bestritten sowie je einer von U22-Sportlern, den Gehern, den Straßenläufern und Zehnkämpfern.

## Saisonhöhepunkt
In diesem Jahr lag der Fokus auf den Europameisterschaften im eigenen Land. Die Veranstaltung wurde vom 26. bis zum 31. August 1986 in Stuttgart ausgetragen. Trotz großen Publikumsinteresses blieben die Erfolge des bundesdeutschen Teams in einem überschaubaren Rahmen. Mit zwei Europameistertiteln, vier Silber- und fünf Bronzemedaillen landete die Bundesrepublik im Medaillenspiegel auf dem sechsten Platz hinter den überlegenen Mannschaften aus der Sowjetunion (elf Gold- / 25 weitere Medaillen) und der DDR (11 Gold/18 weitere). Dahinter folgten Großbritannien (8G/7w), Bulgarien (3G/5w) und als Fünfter Italien (2G/8w). Bei den Europameisterschaften vier Jahre zuvor hatte die Bundesrepublik noch acht Gold- und fünf weitere Medaillen errungen. Der Abwärtstrend vor allem im Frauenteam (in Stuttgart nur zwei Silbermedaillen) war unverkennbar und zeigte sich auch in den Länderkämpfen (siehe unten).

## Bilanz
In der Saison 1986 gab es für die bundesdeutschen Männer in ihren elf Länderkämpfen mit fünf Niederlagen dieselbe Anzahl verlorener Vergleiche wie im Vorjahr und drei weniger als 1974, dem Jahr mit den meisten Niederlagen:
- Werfer-Vergleich der bundesdeutschen Zweitauswahl gegen Finnland am 19. Mai in Rehlingen-Siersburg
- Zehnkampf-Vergleich gegen die Sowjetunion am 14./15. Juni in Filderstadt-Bernhausen
- Straßenlauf-Vergleich gegen Frankreich, die Niederlande und die Schweiz am 2. August in Hamburg (Platz zwei hinter Frankreich)
- Ländervergleich gegen Italien am 14. August in Cesenatico
- Geher-Vergleich gegen Frankreich, die Schweiz und die Tschechoslowakei am 14. September in Eschborn

Die sechs weiteren Männerbegegnungen entschieden die bundesdeutschen Athleten für sich. Die Siege resultierten aus drei Vergleichen der Werfer, zwei Begegnungen mit dem allgemeinen leichtathletischen Programm sowie dem Länderkampf der U22-Athleten.
Damit wiesen die Männer erstmals seit 1983 wieder eine positive Bilanz auf. In den beiden Vorjahren hatte es jeweils ausgeglichene Bilanzen gegeben. Negative Bilanzen waren in der Länderkampfgeschichte seit 1921 mit den Jahren 1976, 1977, 1979, 1980 und 1982 erst fünf Mal vorgekommen. Am Ende der Saison hatte die bundesdeutsche Mannschaft in ihren nun insgesamt 419 Vergleichen 298 Siege und vier Unentschieden erzielt sowie 117 Niederlagen erlitten.
Die Frauen mussten in ihren acht Länderkämpfen vier Niederlagen hinnehmen, das war bei der gleichen Anzahl von Vergleichen eine weniger als im Vorjahr. Folgende Länderkämpfe der Frauen gingen verloren:
- Siebenkampf-Vergleich gegen die Sowjetunion am 14./15. Juni in Filderstadt-Bernhausen
- Ländervergleich gegen Italien am 19. Juni in Verona
- Straßenlauf-Vergleich gegen Frankreich, die Niederlande und die Schweiz am 2. August in Hamburg (Platz vier hinter Frankreich, der Schweiz und der Tschechoslowakei)
- Geher-Vergleich gegen Frankreich, die Schweiz und die Tschechoslowakei am 13. September in Eschborn (Platz drei hinter der Tschechoslowakei und Frankreich)

Die vier weiteren Frauenbegegnungen entschieden die bundesdeutschen Athletinnen für sich. Der Siege resultierten aus zwei Länderkämpfen der Werferinnen einem der Straßenläuferinnen und einem der Athletinnen in einer allgemeinen Begegnung. Die Bilanz war bei vier Niederlagen und vier Siegen ausgeglichen und erstmals seit 1980 nicht negativ.
Damit hatten die deutschen Frauen seit 1928 in nun 191 Aufeinandertreffen insgesamt 115 Siege errungen, ein Unentschieden erzielt und 75 Niederlagen hinnehmen müssen.
In der Gesamtsumme aller ihrer Länderkämpfe hatten die deutschen Leichtathleten von 610 Vergleichen 413 gewonnen, 192 verloren und fünf Unentschieden erzielt. 46 der Niederlagen stammten dabei aus 31 zweiten Plätzen, elf dritten, zwei vierten und einem fünften Rang sowie einer Platzierung ohne Wertung hinter vier Gegnerteams in Begegnungen mit mehr als zwei Nationen.

## Bedeutung der Länderkämpfe in der Leichtathletik
Der Stellenwert von Länderkämpfen war in den letzten Jahren erheblich gesunken, daran hatte sich auch 1986 nichts geändert. Die Konkurrenz anderer Veranstaltungen war groß und sollte weiter wachsen. In den vergangenen Jahren waren neue Wettkampfformen hinzugekommen wie der oben schon genannte Europacup und der Weltcup (später Continentalcup). Außerdem gab es Europa- und Weltcupveranstaltungen für Teildisziplinen der Leichtathletik wie dem Gehen (Lugano-Cup) und dem Mehrkampf, die mehr Aufmerksamkeit auf sich zogen als die früher hoch im Kurs stehenden Länderkämpfe. Die Bedeutung einzelner Sportfeste, die für die Sportler im Hinblick auf Prämien für den Antritt, für Siege und für Rekorde immer lukrativer wurden, nahm sukzessive zu. Hier sind unter anderem Events wie Weltklasse Zürich, ISTAF Berlin, ASV-Sportfest Köln oder Sportfeste in Stockholm, Oslo, Monaco, … zu nennen, die später als IAAF Super Grand Prix, IAAF Golden League und Diamond League noch erheblich bedeutsamer wurden.
So wurden in den 1950er, 1960er und beginnenden 1970er Jahren Länderkämpfe noch teilweise als Live-Sendung im Fernsehen übertragen, was danach nicht mehr der Fall war, weil die Aufmerksamkeit in der Leichtathletik auf andere oben genannte Bereiche überging. Die Gewichtung sollte sich in den kommenden Jahren noch viel mehr auf Veranstaltungen verschieben, in denen der Fokus stärker auf die Einzelsportler und Staffeln gerichtet war. Länderkämpfe und Ländervergleiche auch in Form von Europacup und Weltcup spielten dabei abgesehen von der Beachtung durch ein Fachpublikum eine in den kommenden Jahren zunehmend untergeordnete Rolle. Neben bestimmten klassischen Sportfesten mit hohen Prämien ragten dabei vor allem die Wettbewerbe bei Olympischen Spielen, Europameisterschaften und ab 1983 bei Weltmeisterschaften heraus.
Die Anzahl der Länderkämpfe blieb allerdings weiter auf dem hohen Level der Jahre, in denen diese Vergleiche eine große Rolle spielten. Die Verbände suchten allerdings andere Formen, vor allem mittels Veranstaltungen mit eingeschränkten Teilbereichen. Häufig kam es zu einer Besetzung der Wettbewerbe durch Teilnehmer aus der zweiten Reihe. Einerseits sollten die Toppathleten nicht überbelastet werden, andererseits hatten die Sportler aus dem Spitzenbereich auch kein Interesse an diesen Wettkämpfen, in denen es keine finanziellen Anreize gab und die auf kein allzu großes Öffentlichkeitsinteresse stießen.

## Verschiedene Formen von Länderkämpfen
Es gab weiterhin eine Reihe verschiedener Arten von Länderkämpfen:
1. Vergleiche mit einer Mischung von Disziplinen aus dem allgemeinen leichtathletischen Programm
Jede Nation war in der Regel mit zwei Athleten je Disziplin vertreten. Bei den Männern waren hier zwanzig Wettbewerbe zum Standard geworden. Allerdings wurden die beiden Langstrecken über 5000 und 10.000 Meter inzwischen verkürzt als Rennen über 3000 und 5000 Meter durchgeführt. Aus dem olympischen Wettbewerbskatalog fehlten demnach in der Regel nur der 10.000-Meter-Lauf, der Marathonlauf, die beiden Gehwettbewerbe und der Zehnkampf.
Der Länderkampfdisziplinkatalog bei den Frauen hatte bis 1968 standardmäßig aus elf Disziplinen bestanden und war mit den damals bei Olympischen Spielen angebotenen Frauenwettbewerben identisch. Von 1969 an gab es hier Veränderungen: Mit dem 1500-Meter-Lauf sowie der 4-mal-400-Meter-Staffel wurden zwei neue Wettbewerbe, die bei den Europameisterschaften 1969 in das Programm aufgenommen worden waren, mit in den Katalog der Frauenländerkämpfe integriert. Damit erhöhte sich die Zahl der Disziplinen auf dreizehn. Neu hinzu kamen nun immer häufiger auch Rennen über 3000 Meter und 400 Meter Hürden, zwei Laufdiszipziplinen, die im Vorjahr olympisch geworden waren. In Angleichung an das Männerprogramm wurde der 3000-Meter-Lauf 1996 durch den 5000-Meter-Lauf abgelöst.
In seltenen Fällen gab es in Länderkämpfen sowohl bei den Frauen als auch bei den Männern Abweichungen vom Standard in Form von Hinzunahme oder Weglassen einzelner Disziplinen.
2. Vergleiche im Mehrkampf – bei den Frauen im Siebenkampf, bei den Männern im Zehnkampf
Die Zahl der Vertreter je Land war dabei nicht standardisiert. In der Regel wurden von den gestarteten Teilnehmern nicht alle gewertet. Bei vier Vertretern je Disziplin beispielsweise wurden meist die drei Besten gewertet.
3. Vergleiche der Geher
Diese Begegnungen fanden bei den Männern meist in Form von Straßengehen statt. Es kamen zwei Disziplinen zur Austragung, ein Wettkampf über 20 Kilometer und ein Wettkampf über eine längere Distanz, die manchmal über 35 und manchmal über 50 Kilometer führte.
1976 kam das Gehen auch für die Frauen ins Länderkampfprogramm. Ausgetragen wurde dabei anfangs ein Wettbewerb über 5000 Meter, 1976 auf der Straße, später wechselweise auf der Bahn oder auf der Straße. Es gab dann auch Wettbewerbe über eine Streckenlänge von zehn Kilometern. Das Gehen für Frauen hatte inzwischen Fuß gefasst in der Leichtathletik. Bei Olympischen Spielen gab es 1992 in Barcelona zum ersten Mal einen Geher-Frauenwettbewerb, bei Europameisterschaften war das schon in diesem Jahr in Stuttgart zum ersten Mal der Fall.
Bezüglich der Teilnehmerzahl je Land und Wettbewerb wurde verfahren wie in den Mehrkämpfen.
4. Vergleiche im Straßenlauf
Bis einschließlich 1980 wurde ein Rennen über dreißig Kilometer ausgetragen. 1981 war die Streckenlänge auf 25 Kilometer gekürzt worden, 1982 fand das Rennen noch einmal über dreißig Kilometer statt. Auch hier wurde bezüglich der Teilnehmerzahl je Land verfahren wie in den Mehrkämpfen. Ab 1982 trugen auch die Frauen Straßenlauf-Länderkämpe über 25 Kilometer aus und die Männern starteten nach 1982 in der Regel nun ebenfalls über diese etwas kürzere Distanz.
5. Vergleiche im Marathonlauf.
Bezüglich der Teilnehmerzahl je Land wurde hier ebenfalls verfahren wie in den Mehrkämpfen. In der Saison 1986 wurden keine Marathonlauf-Länderkämpfe ausgetragen.
6. Vergleiche im Halbmarathon.
Diese Länderkampfform wurde 1982 zum ersten Mal ausgetragen, und zwar als Wettbewerb für Frauen. Bezüglich der Teilnehmerzahl je Land wurde hier verfahren wie in den Mehrkämpfen. Halbmarathonlauf-Länderkämpfe fanden ebenso wie Vergleiche im Marathonlauf und im Springen in diesem Jahr nicht statt.
7. Vergleiche mit den alleinigen Disziplinen Sprung und Wurf/Stoß.
Im Gegensatz zu den beiden letzten Jahren gab es dieses Format mit beiden Teildisziplinen 1986 nicht. Die Werfer trugen dagegen auch in diesem Jahr Länderkämpfe aus.
8. Vergleiche mit der alleinigen Disziplin Lauf.
Diese Art von Länderkämpfen war 1984 zum ersten Mal durchgeführt worden. 1986 gab es keine reinen Läufervergleiche.
9. Vergleiche im Crosslauf
Diese Länderkampfform wurde in der Saison 1985 zum ersten Mal ausgetragen. Die Streckenlängen waren bei bis zu 9000 Metern für Frauen und Männer unterschiedlich. Bezüglich der Teilnehmerzahl je Land wurde verfahren wie in den Mehrkämpfen.

## Austragungsform und Wertungsmodus
In der Vergangenheit wurden Länderkämpfe mit dem allgemeinen leichtathletischen Programm in der Regel mit zwei Vertretern pro Land und Disziplin durchgeführt. In einigen Vergleichen wurden wie schon in den Jahren zuvor drei Teilnehmer je Land und Wettbewerb eingesetzt. Die Regeln zur Punktevergabe wurden dabei durchgängig so angewendet, dass der Letztplatzierte einen Punkt erhielt, die weiteren Athleten in den Platzierungen jeweils aufwärts bis hin zu Rang zwei einen Punkt mehr. Der Erstplatzierte bekam zwei Punkte mehr gutgeschrieben als der Athlet auf Platz zwei. Für Länderkämpfe mit zwei Vertretern je Land und Disziplin bedeutete das: Platz 1: 5 P, Pl. 2: 3 P, Pl. 3: 2 P, Pl. 4: 1 P. Bei drei Vertretern je Land und Disziplin ergab sich folgende Punktevergabe: Platz 1: 7 P, Pl. 2: 5 P, Pl. 3: 4 P, Pl. 4: 3 P, Pl. 5: 2 P, Pl. 6: 1 P. Für die Staffeln gab es durchgängig fünf zu zwei Punkte.
Die Regeln zur Punktevergabe wurden ohne Ausnahme nach diesem standardisierten Wertungssystem angewendet. In weiteren Begegnungen mussten aufgrund anderer Rahmenbedingungen – mehr als zwei Teilnehmer je Nation in der Wertung oder mehr als ein Gegnerland – andere Regeln zur Punktevergabe zur Anwendung kommen. In den Mehrkämpfen wurden die Begegnungen entweder wie in anderen Begegnungen über die Platzierungen oder die Addition der im Wettkampf erzielten Punkte gewertet. Ähnlich wurde in den Straßenlauf-Länderkämpfen verfahren. Dort wurde entweder über die Platzierungen oder über die Addition der erzielten Zeiten gewertet.

## Zahl der Länderkämpfe
In diesem Jahr gab es bei Frauen und Männern je zwei Veranstaltungen, in denen mehr als zwei Nationen antraten, die jedoch nicht gemeinsam wie in einem Drei- bzw. Vierländerkampf gewertet wurden. Stattdessen wurden hier in einer gemeinsamen Austragung jeweils getrennte Zweierwertungen vorgenommen. In diesen Ansetzungen wurden somit mehrere Länderkämpfe gleichzeitig in gemeinsamer Durchführung ausgetragen. So kommen in der Zählung in diesem Jahr insgesamt neunzehn Länderkämpfe bei nur dreizehn Veranstaltungen zustande.

## Werfer-Länderkämpfe der Männer BR Deutschland A und B gegen Finnland und gegen Kanada
In der ersten Länderkampfveranstaltung des Jahres 1986 wurden am 19. Mai in Rehlingen-Siersburg gleich vier Ländervergleiche gemeinsam ausgetragen. Die bundesdeutschen Werfer traten hier mit einem A- und einem B-Team gegen Finnland und Kanada an. Gegen Finnland hatte es in den beiden Vorjahren Ländervergleiche gegeben, die die bundesdeutschen Vertreter beide für sich entschieden hatten. Kanada war im letzten Jahr zum ersten Mal Gegner der bundesdeutschen Werfer gewesen. Die Wettkämpfe hatten gemeinsam mit Finnland in getrennter Wertung stattgefunden und auch gegen Kanada hatte die Bundesrepublik die Oberhand behalten.
Kanada und Finnland waren in Rehlingen mit jeweils einem Team am Start, während die Bundesrepublik eine A- und eine B-Vertretung stellte. Gewertet wurde für Finnland einmal der Vergleich mit dem bundesdeutschen A- und zum anderen mit dem bundesdeutschen B-Team. Entsprechend wurden auch für Kanada zwei Wertungen gegen die beiden deutschen Mannschaften vorgenommen. So gab es in Rehlingen vier Ländervergleiche, von denen drei an die Bundesrepublik gingen:
- Bundesrepublik Deutschland A – Finnland: 24 Punkte zu 20 Punkte
- Bundesrepublik Deutschland B – Finnland: 26 Punkte zu 18 Punkte
- Bundesrepublik Deutschland A – Kanada: 30 Punkte zu 13 Punkte
- Bundesrepublik Deutschland B – Kanada: 27 Punkte zu 16 Punkte

Auch die Frauen trugen zum selben Datum am selben Ort einen Länderkampf gegen dieselben beiden Länder aus.

## Werfer-Länderkämpfe der Frauen gegen Finnland und gegen Kanada
Auch die bundesdeutschen Werferinnen traten wie ihre männlichen Kollegen am 19. Mai in Rehlingen-Siersburg in den Länderkämpfen Nummer fünf und sechs gegen Finnland und in getrennter Wertung gegen Kanada an. In den beiden Vorjahren war die Bundesrepublik in Werfer-Länderkämpfen zweimal siegreich gegen Finnland geblieben, hatte sich 1984 im Dreiländerkampf mit Finnland und Bulgarien den Bulgarinnen allerdings geschlagen geben müssen. Auf Kanada waren die bundesdeutschen Frauen erstmals im letzten Jahr gemeinsam mit Finnland getroffen, in dem Aufeinandertreffen mit Kanada hatte es einen bundesdeutschen Erfolg gegeben. Im Gegensatz zum Männervergleich war das bundesdeutsche Frauenteam hier in Rehlingen mit nur einer Mannschaft am Start, sodass hier nur zwei Länderkämpfe zustande kamen. In beiden Begegnungen setzte sich die Bundesrepublik Deutschland auch in diesem Jahr wieder durch, gegen Finnland mit neunzehn zu vierzehn Punkten und gegen Kanada mit 44 zu neunzehn Punkten.

## Zehnkampf-Länderkampf der Männer gegen die Sowjetunion
Im siebten Länderkampf stand wieder ein Zehnkampf gegen die Sowjetunion an. Schon fünfzehn Begegnungen zwischen den beiden Teams hatte es gegeben. Zwölf sowjetischen Siegen standen drei bundesdeutsche Erfolge gegenüber. In diesem Jahr wurde die Begegnung am 14./15. Juni in Filderstadt-Bernhausen ausgetragen. Wieder gewann die Sowjetunion, diesmal mit 31.762 zu 30.587 Punkten. Die Mehrkämpferinnen der beiden Länder trafen sich an denselben beiden Tagen ebenfalls in Filderstadt zu einem eigenen Vergleich.

## Siebenkampf-Länderkampf der Frauen gegen die Sowjetunion
Den achten Länderkampf des Jahres 1986 bestritten die bundesdeutschen Siebenkämpferinnen parallel mit ihren männlichen Mehrkampfkollegen am 14./15. Juni ebenfalls gegen die Sowjetunion. Gastgeber war auch dabei Filderstadt-Bernhausen in Baden-Württemberg. Es war das sechzehnte Aufeinandertreffen der sowjetischen und deutschen Frauen in einem Mehrkampf, zugleich das fünfte in einem Siebenkampf, nachdem es zuvor elf Begegnungen als Fünfkampf gegeben hatte. Die Gesamtbilanz lautete elf zu vier für die Sowjetunion. Wie bei den Männern endete der Länderkampf mit einer bundesdeutschen Niederlage. Mit 24.592 zu 22.454 Punkten lag die Sowjetunion am Ende sehr deutlich vorn.

## Leichtathletik-Länderkämpfe der Frauen gegen Italien und gegen Ungarn
Der neunte und zehnte Saisonvergleich wurden in einer Veranstaltung mit drei Ländern ausgetragen, die in getrennter Wertung gegeneinander antraten. So trafen die bundesdeutschen Leichtathletinnen in einem allgemeinen Länderkampf am 19. Juni auf Italien und Ungarn. Ausrichter war die norditalienische Stadt Verona.
Mit den Italienerinnen hatte das letzte Kräftemessen 1974 stattgefunden. Nun bestritten die beiden Länder ihre neunte Begegnung. Alle vorangegangenen Vergleiche hatten die bundesdeutschen Sportlerinnen für sich entschieden.
Gegen Ungarn kam es in Verona zur fünften Begegnung der bundesdeutschen Frauen in einem Zweiländerkampf. Die fünf vorausgegangenen Aufeinandertreffen hatte die Bundesrepublik für sich entschieden.
Der Ausgang des Aufeinandertreffens mit Italien war äußerst eng. Die Italienerinnen lagen am Ende mit einem einzigen Punkt vorn, mit 78 zu 79 Punkten mussten die bundesdeutschen Frauen ihre erste Niederlage gegen dieses Team hinnehmen. Gegen Ungarn zeigte sich die Bundesrepublik Deutschland klar überlegen. Mit neunzig zu 67 Punkten ging die Länderkampfwertung an Deutschland.
Auch die Männer bestritten parallel einen Vergleich mit Italien und Ungarn, der allerdings in Mailand stattfand.

## Leichtathletik-Länderkämpfe der Männer gegen Italien und gegen Ungarn
In Mailand traten die bundesdeutschen Leichtathleten parallel zum Länderkampf der Frauen in Verona in den Länderkämpfen Nummer elf und zwölf zu Vergleichen mit Italien und Ungarn an. Die Veranstaltung wurde nicht wie bei den Frauen eintägig durchgeführt, sondern an zwei Tagen, dem 19. und 20. Juni, ausgetragen.
Italien war schon sehr häufig Gegner einer deutschen Männermannschaft gewesen, zuletzt hatte es 1983 eine Begegnung unter Beteiligung von Polen in getrennter Wertung gegeben, die Deutschland für sich entschieden hatte. Mit einer Ausnahme hatten die deutschen Teams auch alle anderen vorangegangenen Treffen für sich verbucht. Nur 1984 hatte sich eine bundesdeutsche B-Mannschaft den Italienern geschlagen geben müssen.
Ungarn war zum neunten Mal Gegner der Bundesrepublik in einem allgemeinen Leichtathletikländerkampf. Sieben Mal war die Bundesrepublik Deutschland zuvor siegreich gewesen. Nur 1984 hatte es mit Platz drei hinter Bulgarien und Ungarn eine Niederlage einer B-Manschaft gegeben.
In Verona setzten sich die bundesdeutschen Sportler in beiden Begegnungen durch. Gegen Italien siegte das Team knapp mit 115 zu 106 Punkten, gegen Ungarn sehr deutlich mit 133 zu 87 Punkten.

## Straßenlauf-Länderkampf der Männer gegen Frankreich, die Niederlande und die Schweiz
Als dreizehnter Länderkampf des Jahres wurde die traditionelle Begegnung der bundesdeutschen Straßenläufer mit Frankreich, den Niederlanden und der Schweiz ausgetragen. Begonnen hatte diese Vergleichsserie mit den drei Ländern Schweiz, Bundesrepublik Deutschland und Niederlande. 1981 war er erweitert worden durch die Teilnahme von Italien und Österreich. 1982 kam als sechster Teilnehmer noch Frankreich hinzu. 1983 nahm anstelle von Österreich ein Team aus Belgien teil. In diesem Jahr traf die Bundesrepublik Deutschland auf Frankreich, die Niederlande und die Schweiz. Italien war dagegen wie 1985 nicht dabei. Gastgeber am 2. August war Hamburg. In den ersten elf Begegnungen hatten immer die bundesdeutschen Läufer vorne gelegen, doch von 1974 bis 1977 hatte sich vier Mal in Folge das Team aus der Schweiz vor der bundesdeutschen Mannschaft durchgesetzt. 1978 war diese Serie durch den zwölften Sieg des bundesdeutschen Teams gestoppt worden. 1979 hatten die niederländischen Läufer ihren ersten Sieg in diesen Länderkämpfen feiern können. 1980 hatte mit dem insgesamt dreizehnten Erfolg in dieser Serie erneut das bundesdeutsche Team vorn gelegen und in den letzten vier Jahren hatte sich immer Neuling Italien durchgesetzt. Im Vorjahr gab es mit Frankreich einen neuen Sieger, der auch diesmal in 6:26:31 h wieder triumphierte. Platz zwei belegte die Bundesrepublik Deutschland in 6:26:52 h. In 6:34:22 h kam die Niederlande auf den dritten Platz und die Schweiz wurde in 6:38:51 h Vierter. Auch die Frauen führten am selben Tag und selben Ort einen Straßenlauf-Länderkampf durch.

## Straßenlauf-Länderkampf der Frauen gegen Frankreich, die Niederlande und die Schweiz
Im vierzehnten Saisonvergleich starteten die Straßenläuferinnen wie die Männer am 2. August in Hamburg. Die Begegnung fand mit Teams aus Frankreich, der Bundesrepublik, den Niederlanden und der Schweiz statt und wurde nun zum dritten Mal ausgetragen. 1983 war anstelle der Schweiz Belgien dabei gewesen und im Vergleich zu den drei letzten Jahren fehlte auch hier das 1983 siegreiche Italien. In Hamburg setzten sich die Französinnen in 4:31:00 h durch. Mit mehr als vier Minuten Rückstand folgten die Schweizerinnen auf Rang zwei. Weitere gut sechs Minuten dahinter wurden die Niederländerinnen Dritter. Die im letzten Jahr noch siegreichen bundesdeutschen Läuferinnen belegten weitere knapp vier Minuten zurück den vierten und letzten Platz.

## U-22-Leichtathletik-Länderkampf der Männer gegen Frankreich, Polen und die Tschechoslowakei
Der fünfzehnte Länderkampf des Jahres 1986 war ein Vierländervergleich für männliche Sportler aus der Altersgruppe U22 mit einem allgemeinen leichtathletischen Programm. Als U22-Länderkampf hatte es zuvor noch keine Begegnungen gegeben. In ähnlicher Form waren jedoch sogenannte Nachwuchs-Länderkämpfe durchgeführt worden, unter anderem 1978 gegen Frankreich und 1981 gegen Italien. In diesem Jahr traten die U22-Athleten am 3. August in Recklinghausen gegen Frankreich, Polen und die Tschechoslowakei an. Der Ausgang dieses Aufeinandertreffens war sehr eindeutig. Das bundesdeutsche Team erzielte 214 Punkte und siegte mit einem Vorsprung von 46 Punkten vor Frankreich. Mit einem Rückstand von dreizehn Punkten auf Frankreich wurde die Tschechoslowakei Dritter vor Polen (weitere 39 Punkte zurück). Die weiblichen U22-Leichtathletinnen führten am selben Ort parallel ebenfalls einen Vierländerkampf durch.

## U-22-Leichtathletik-Länderkampf der Frauen gegen Frankreich, Polen und die Tschechoslowakei
Auch für den weiblichen Nachwuchs gab es im sechzehnten Saisonvergleich am 3. August in Recklinghausen einen Länderkampf der Altersgruppe U22. Nachwuchsvergleiche waren für Frauen und Juniorinnen bislang nicht ausgetragen worden. Wie bei den Männern und Junioren kamen die gegnerischen Teams aus Frankreich, Polen und der Tschechoslowakei. Auch dieses Aufeinandertreffen beendete das bundesdeutsche Team wie bei den männlichen Sportlern siegreich. Allerdings betrug der Vorsprung hier lediglich drei Punkte. Mit 134 Punkten kam die Tschechoslowakei auf den zweiten Platz vor Frankreich (116 Punkte). Polen wurde mit 88 Punkten Vierter und Letzter.

## Leichtathletik-Länderkampf der Männer gegen Italien
Schon einmal waren die bundesdeutschen Männer in diesem Jahr auf Italien getroffen. In einem Länderkampf zwischen drei Nationen mit getrennter Wertung für jeweils zwei Länder hatte es am 19. Juni in Verona Begegnungen mit Italien und Ungarn gegeben, die Deutschland gegen beide Mannschaften für sich entschieden hatte. Im siebzehnten Saisonvergleich bestritten Italien und die Bundesrepublik Deutschland am 14. August in der norditalienischen Region Emilia-Romagna im Ort Cesenatico einen weiteren Länderkampf. Beide Teams traten nicht in ihren besten Besetzungen an und die bundesdeutsche Mannschaft musste am Ende mit 86 zu 126 Punkten eine herbe Niederlage hinnehmen.

## Geher-Länderkampf der Frauen gegen Frankreich, die Schweiz und die Tschechoslowakei
Der achtzehnte Vergleich des Jahres 1986 fand als einziger Länderkampf der Geherinnen in diesem Jahr am 13. September gegen Frankreich, die Schweiz und die Tschechoslowakei statt. Ausrichter war die südhessische Stadt Eschborn. Gegen Frankreich hatte es in der Vergangenheit bereits mehrere Zweiländerkämpfe mit wechselnden Ausgängen gegeben. Auch gegen die Schweiz hatten die bundesdeutschen Geherinnen bereits Begegnungen bestritten, die jeweils an die Bundesrepublik gegangen waren. Die Tschechoslowakei war dagegen ein Premierengegner. Eindeutige Siegerinnen waren in Eschborn die tschechoslowakischen Geherinnen, die den Vergleich mit 58 Punkten und einem Vorsprung von elf Punkten gewannen, Frankreich belegte mit 47 Punkten den zweiten, die Bundesrepublik mit 41 Punkten den dritten Platz, Vierter wurde die Schweiz mit sechs Punkten.

## Geher-Länderkampf der Männer gegen Frankreich, die Schweiz und die Tschechoslowakei
Der neunzehnte und letzte Saisonvergleich war der einzige Länderkampf der Geher in diesem Jahr. Er wurde am 14. September, einen Tag nach der Begegnung der Geherinnen ebenfalls in Eschborn ausgetragen. Die Kontrahenten kamen wie bei den Geherinnen aus Frankreich, der Schweiz und der Tschechoslowakei. Sechs Vergleiche hatte es zuvor zwischen den drei Teilnehmernationen Bundesrepublik Deutschland, Frankreich und Schweiz gegeben. 1973 und 1974 war außerdem Belgien mit dabei. Die Tschechoslowakei nahm hier zum ersten Mal zusätzlich teil. Alle vergangenen Aufeinandertreffen hatten die bundesdeutschen Geher für sich entschieden. In Eschborn reichte es allerdings nicht zu einem bundesdeutschen Erfolg. Neuling Tschechoslowakei erwies sich mit 58 Punkten am stärksten, Frankreich belegte mit 47 Punkten den zweiten Platz. Die Bundesrepublik Deutschland fand sich mit 41 Punkten auf Rang drei wieder und die Schweiz kam mit lediglich sechs Punkten abgeschlagen auf den vierten und letzten Platz.